# Sabujo de Posavac
A sabujo de Posavac[Nota] (em croata: posavski gonič) é uma raça considerada das mais comuns nas planícies do rio Sava, próximo à fronteira entre a Croácia e a Bósnia. Dito bom farejador, é usado quase especificamente para caçadas de pequenas presas, como as lebres. Bem como os demais sabujos, tem seu adestramento entre o moderado e o fácil, é visto ainda como trabalhador incansável e bom companheiro para o dono. Raro fora de seu país de origem, participou, no ano de 2005, do primeiro treinamento nacional para cães de busca e resgate.